# Parti libéral de rassemblement
Le Parti libéral de rassemblement (Liberala samlingspartiet en suédois) était un parti politique suédois d'orientation libérale, actif de 1900 à 1924.

## Histoire
Le Parti libéral de rassemblement a été créé le 16 janvier 1900 par la fusion du Parti populaire et de deux groupements libéraux au parlement, le Friesenska diskussionsklubben et le Bondeska diskussionsklubben. Des indépendants et des membres du Lantmannapartiet, d'orientation conservatrice, rejoignent également le parti. L'introduction du suffrage universel est l'un des objectifs principaux du parti.
Le Parti libéral de rassemblement compte 84 députés à la Seconde chambre du parlement lors de sa fondation. Lors des élections législatives de 1905, le parti a obtenu 106 sièges, le meilleur résultat de son histoire. Le gouvernement suédois a été dirigé par des membres de ce parti à trois reprises : Karl Staaff est Premier ministre de 1905 à 1906, puis à nouveau de 1911 à 1914, tandis que Nils Edén l'est de 1917 à 1920.
Le parti se scinde en deux partis distincts en 1924 lors des débats sur l'interdiction générale de l'alcool.

## Sources
- (de) Cet article est partiellement ou en totalité issu de l’article de Wikipédia en allemand intitulé « Liberala samlingspartiet » (voir la liste des auteurs).